# Atelier Bevo
BEVO glaskunst atelier V.O.F, kortweg Atelier Bevo, is een Nederlandse onderneming in Diemen (van 1947-2012 in Amsterdam), gespecialiseerd in het maken van glaskunst.

## Geschiedenis
Willem van Oyen (1921-2004) was decorateur bij het warenhuis Galeries Modernes. Hij volgde daarnaast een avondcursus aan de Rijksnormaalschool voor Teekenonderwijzers en kreeg privélessen van J.H. Jurres. In 1947 zette hij met W. Bergmans in Amsterdam het atelier Bevo op, de bedrijfsnaam werd afgeleid van hun achternamen. Vanaf 1952 zette Van Oyen het bedrijf alleen voort. Bevo maakt gezandstraald glas, glas in lood, glas in beton en glasappliqués. Van Oyen ontwierp onder meer glaswanden, objecten van gesmolten glas. Hij maakte ook glasappliqués in een semi-abstracte stijl voor gemeentehuizen en particulieren.
Op het atelier worden ook ontwerpen uitgevoerd van kunstenaars, onder wie Willem Dudok, Bert Frijns, Harry op de Laak, Theo Linneman, Richard Meitner, Berend Strik, Pieter Wiegersma en Nicolaas Wijnberg. Tot de uitgevoerde werken behoren het glaswerk van Karel Appel voor de Paaskerk in Zaandam en de 130 m² grote glaswand Emmaüsgangers van Ati Lichtveld voor de Ludgeruskerk in Dronten.
In 1993 nam zoon Willem van Oyen jr. het bedrijf over. Zijn partner Rachel Daeng Ngalle kwam in de jaren 80 bij Bevo werken, beiden ontwerpen ook. In 2012 verhuisde het bedrijf van Amsterdam naar Diemen.

## Afbeeldingen

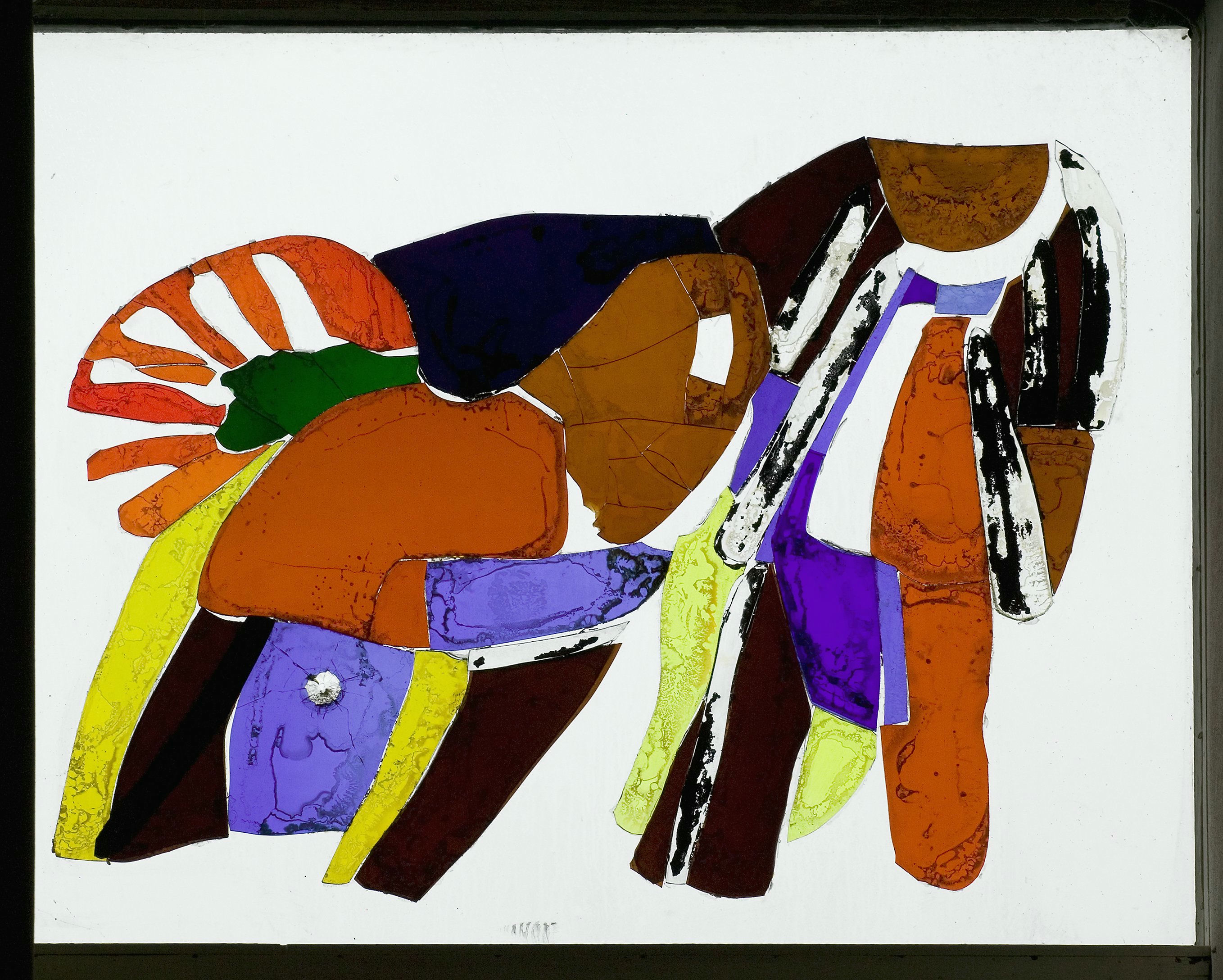
Paaskerk Zaandam (Karel Appel)
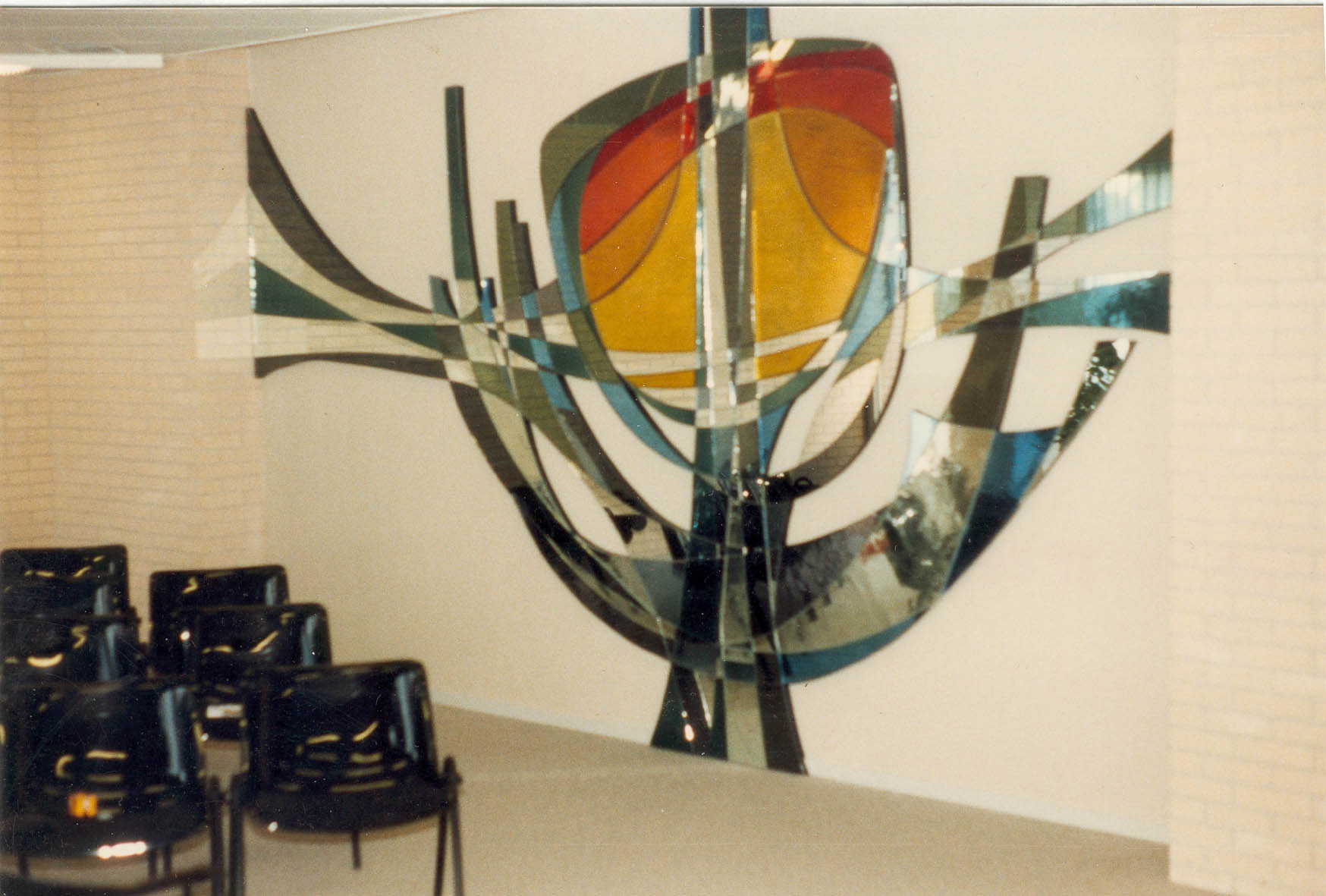
gemeentehuis Stede Broec (Willem van Oyen)
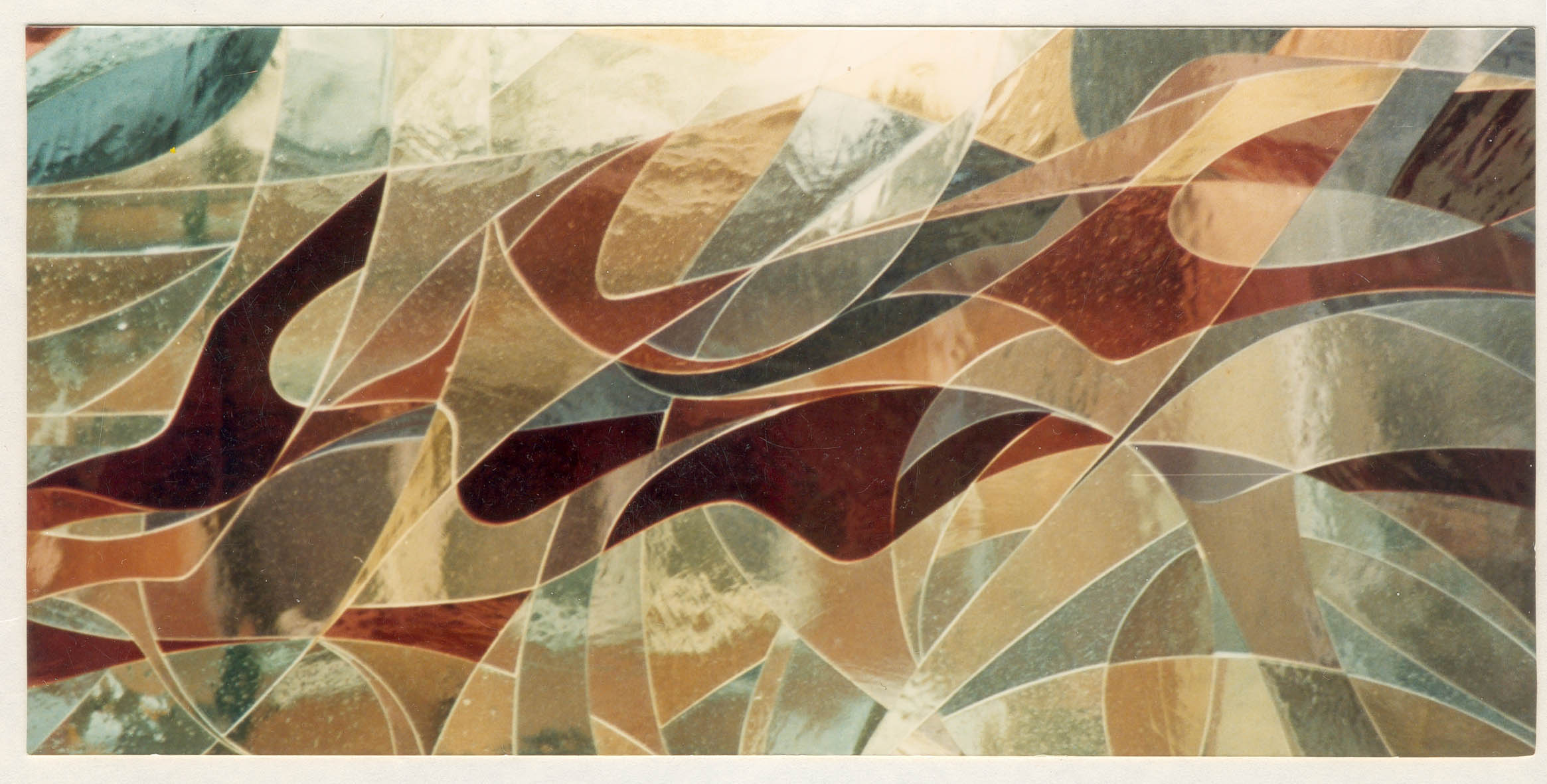
gemeentehuis Dalfsen